# 巯基乳酸
巯基乳酸是一种有机硫化合物，化学式为CH3CH(SH)CO2H。其分子含有羧酸和硫醇官能团。它的结构与乳酸相似，其中一个OH替换成SH。它是无色的油状液体。
巯基乳酸曾经广泛用于烫发配方中，但含有巯基乙酸的配方之后逐渐取代它。配方不使用酸本身，反而使用它的盐。它现在主要用来脱发。